# Ка деј Кристина (Павија)
Ка деј Кристина је насеље у Италији у округу Павија, региону Ломбардија.
Према процени из 2011. у насељу је живело 33 становника. Насеље се налази на надморској висини од 301 м.